# ريتشارد إلوود
ريتشارد إلوود (6 أبريل 1965 في المملكة المتحدة - ) (بالإنجليزية: Richard Ellwood)‏ هو لاعب كريكت بريطاني. لعب مع Cumbria County Cricket Club ‏.

## وصلات خارجية
- ريتشارد إلوود على موقع إي آس بي آن كريك إنفو (الإنجليزية)